# Durypš
Durypš (abchazsky Дәрыҧшь, gruzínsky დურიფში – Duripši) je vesnice v Abcházii, v okrese Gudauta. Leží přibližně 11 km severně od okresního města Gudauty na úpatí pohoří Bzybský hřbet. Obec sousedí na západě s Džirchvou a Chypstou, od kterých ji odděluje řeka Chypsta, na východě s Ačandarou, na jihu s Lychny a na jihovýchodě s Kulanyrchvou. Na severu od Durypše se nachází těžko přístupný horský terén.
Oficiálním názvem obce je Vesnický okrsek Durypš (rusky Дурипшская сельская администрация, abchazsky Дәрыҧшь ақыҭа ахадара). Za časů Sovětského svazu se okrsek jmenoval Durypšský selsovět (Дурипшинский сельсовет).
Součástí obce Durypš jsou tyto okolní vesničky: Abgarra (Абгарра), Aguchara (Агәхара / Агәхәара), Aryvita (Арыҩҭа), Attar Rhabla (Аҭҭар Рҳабла), Ebyrnycha (Ебырныха) a Tvanaa Rchu / Tvanychva (Тәанаа Рхәы / Тәаныхәа).

## Historie
V pozdním středověku byla část obce součástí panství abchazské šlechtické rodiny Lakrba. Na jejich památku je v Durypši místo, jež se nazývá Lakrypš (majetek Lakrbových).
Ještě v první polovině 19. století byly osady Abgarra, Aryvita, Ebyrnycha a Arkva samostatnými obcemi a nebyly součástí Durypše. Od druhé poloviny 19. století vznikly na území Durypše v důsledku přesunu obyvatelstva, emigrací, mahadžirstva následkem Kavkazské války nové osady: Tarkilaa Rhabla (Таркилаа Рҳабла) na severozápadě obce a Ardzynaa Rhabla (Арӡынаа Рҳабла) na západě obce. V období mahadžirstva v roce 1877 většina zdejších obyvatel opustila Abcházii a přesunula se do Osmanské říše. Z 1500 obyvatel se jejich počet snížil na pouhých 50.
V roce 1931 se v Durypši konal první celoabchazský sjezd v moderních dějinách tohoto národa. Výsledkem bylo usnesení s protestem proti redukci statutu Abcházie ze svazové Socialistické sovětské republiky Abcházie na pouhou Abchazskou autonomní sovětskou socialistickou republiku v rámci Gruzínské SSR. Účastníci sjezdu také vyjádřili nespokojenost s nařízenou kolektivizací a vznesli nedůvěru k mocenským strukturám tehdejší Abcházie i k jejich činům.
Na návsi byl vybudován pomník s úplným seznamem všech osob, které byly terčem represí ve 30. let 20. století, padlých vojáků pocházejících z Durypše během druhé světové války a padlých vojáků z této vesnice, kteří bojovali ve válce v Abcházii v letech 1992 až 1993.

## Obyvatelstvo
Dle nejnovějšího sčítání lidu z roku 2011 je počet obyvatel této obce 2214 a jejich složení následovné:
- 2171 Abchazů (98,1 %)
- 43 ostatních národností (1,9 %)

Před válkou v Abcházii žilo v obci 577 obyvatel. V celém Durypšském selsovětu žilo 2699 obyvatel.